# 立石雷
 立石雷（たていし らい、英語: Rai Tateishi、1988年12月10日 - ）は、滋賀県高島市出身の日本の篠笛奏者、作曲家、実験音楽家。篠笛を基盤に、尺八、ケーン（タイ・ラオスの伝統楽器）、アイリッシュ・フルート、ネイティブアメリカンフルート、フヤラ（スロバキアの伝統楽器）など多様な管楽器を取り入れ、伝統音楽とエレクトロニクスによる即興演奏を融合させた独自の演奏スタイルを確立している。
日本を代表する太鼓芸能集団「鼓童」に所属し、振付師シディ・ラルビ・シェルカウイ（Sidi Larbi Cherkaoui）、歌舞伎俳優で人間国宝の坂東玉三郎、市川團十郎らと共演。また、打楽器アンサンブル「goat」、韓国・チベット・日本の伝統音楽家による多民族芸能楽団「わたら」、パフォーマンスアーティストコレクティブ「ANTIBODIES Collective」、青森県八戸市の「八太郎えんぶり組」にも所属し、舞台芸術や伝統音楽の分野で幅広く活動している。

## 経歴
高校生の時にメキシコ・オアハカに留学。帰国後、新潟県佐渡島を拠点とする世界的な太鼓芸能集団「鼓童」に入団し、和太鼓や篠笛を学ぶ。鼓童在籍中に日本の伝統音楽に深く親しみ、10代の頃から即興演奏に関心を持つようになった。尺八や他の民族楽器へと演奏の幅を広げ、様々なジャンルの音楽を吸収しながら独自の演奏技術を探求した。
鼓童の活動を通じて、世界各国の伝統音楽や舞台芸術と深く関わるようになり、日本国内外での公演に参加。坂東玉三郎が演出を手がけた鼓童の舞台『アマテラス』にも出演し、伝統芸能と現代的な表現の融合を体現した。
2020年代に入ると、大阪を拠点とする実験音楽家日野浩志郎（goat (jp)、KAKUHAN）と出会い、goat (jp)のメンバーとして活動。これまでに Rewire Festival、Festival Variations、BRDCST Festival、Future Terror 、Moers Festivalなどの国際的なフェスティバルに出演した。
2025年には、ソロデビューアルバム 『Presence』 をリリース。篠笛や尺八に加え、タイのケーンやアイリッシュ・フルートを駆使し、伝統音楽、即興演奏、電子音響を融合させた独自の世界観を提示。この作品は、Jon Hassell、Phew、Bendik Giske、FUJI|||||||||||TA などと比較され、高い評価を得た。また、即興演奏を主軸に日本を代表する前衛音楽家Phew、山本精一らと共演している。

## 音楽性とスタイル
立石雷の演奏は、日本の伝統音楽の枠を超え、東南アジア、ケルト、アフリカ音楽など多様な要素を取り入れている。即興性を重視しながらも、倍音や微分音を駆使した緻密な演奏 を特徴とし、リングモジュレーターやディレイなどのエフェクトを最小限に活用することで、アコースティック楽器の持つ原初的な響きを強調している。
また、篠笛や尺八の従来の奏法にとらわれず、複数の楽器を組み合わせた同時演奏、打楽器的なアプローチ、特殊な息遣いを用いた拡張奏法 など、革新的な表現を追求。そのスタイルは、Rahsaan Roland Kirk や Michael O’Shea にも通じる実験的な音楽性を持つと評される。

## ディスコグラフィ
- Presence （2025年、NAKID）